# Chaetobranchopsis australis
Chaetobranchopsis australis és una espècie de peix de la família dels cíclids i de l'ordre dels perciformes.

## Morfologia
- Els mascles poden assolir 12 cm de longitud total.[4][5]

## Hàbitat
És una espècie de clima tropical entre 24 °C-29 °C de temperatura que comparteix el seu hàbitat amb Hoplosternum littorale, Parauchenipterus galeatus, Chaetobranchus flavescens, Pterophyllum scalare, Heros efasciatus, Mesonauta guyanae i Hypselecara temporalis.

## Distribució geogràfica
Es troba a Sud-amèrica: riu Paraguai al Brasil i el Paraguai, riu Paranà a l'Argentina i, probablement també, a la conca del riu Amazones a Bolívia i el Brasil.